# Marmită de eroziune

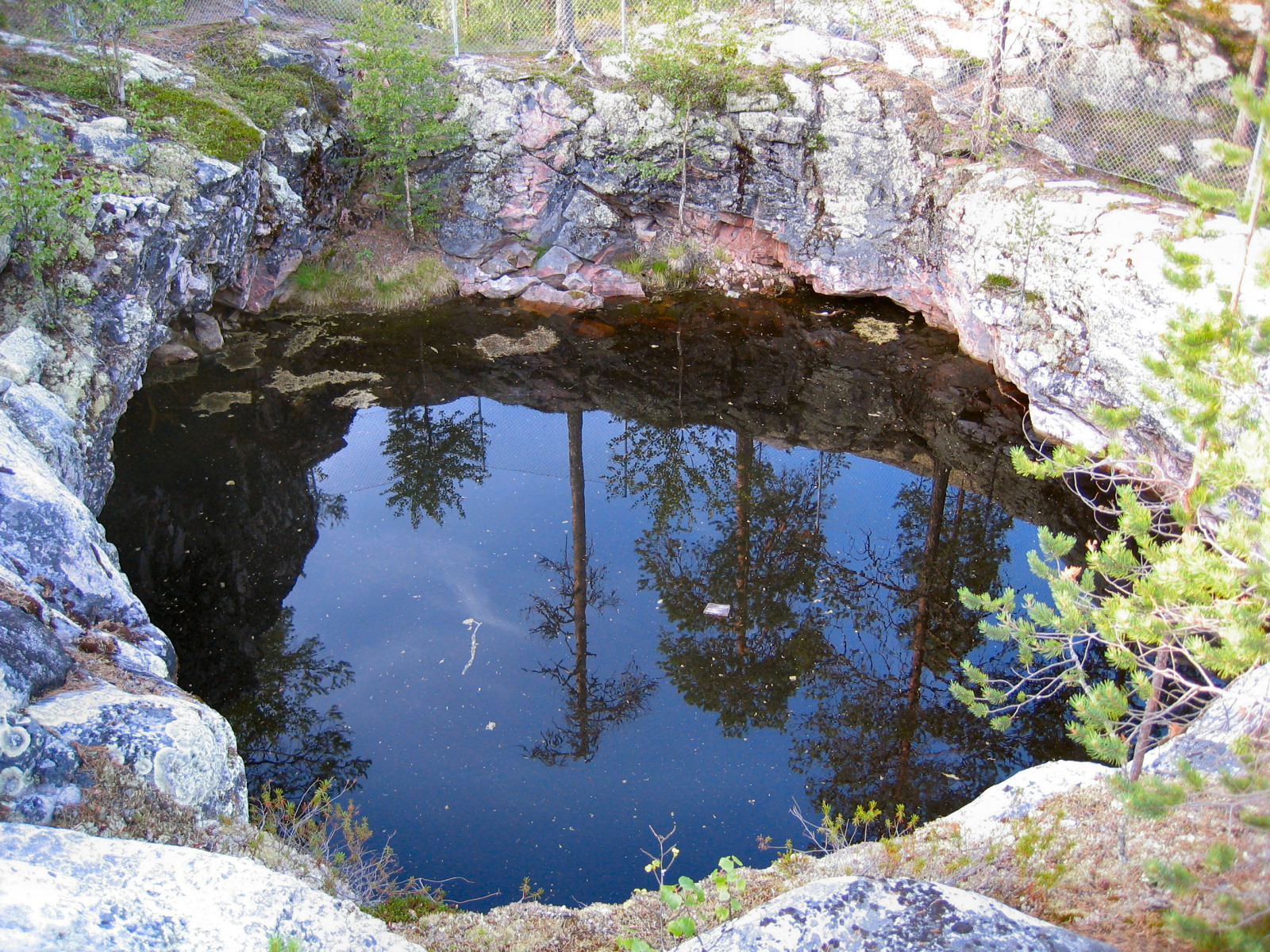
Marmita Juompata. Situată în Aholanvaara, este cea mai mare marmită din Finlanda, având între 10-15 metri adâncime și 13-15 metri în diametru.

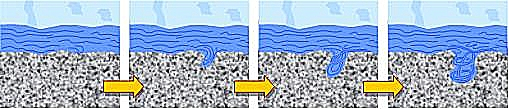
Formarea marmitelor antrenată de mișcarea apei sub stratul de gheață

Marmita de eroziune (plural marmite) este o excavație circulară - de dimensiuni variabile de la câțiva centimetri pâna la câțiva  metri diametru - situată de obicei în podeaua galeriilor, peșterilor sau în aer liber.
Marmitele sunt formate prin mișcarea circulară a apei ce antreneaza nisip și pietre și care, rostogolite violent și mereu în același sens, produc efecte tipice eroziunii mecanice, săpând și lustruind stânca. În marmitele de toate dimensiunile se găsesc pietre șlefuite - având forme mai mult sau mai puțin sferice - și nisip. Foarte adesea marmitele se găsesc la piciorul cascadelor fiind dispuse în lanț, unele sub altele, cu mici denivelări între ele.
Marmitele nu se găsesc exclusiv în peșteri, deși sunt specifice acestora. Marmitele apar și în cazul eroziunii de suprafață, în văile cursurilor de apă de suprafață, în zonele unde există calcare sau alte roci mai moi. 
Marmitele sunt întâlnite în tări precum Finlanda (hiidenkirnu), Suedia (jättegryta), Norvegia (jettegryte), Germania (gletschertopf), Elveția (în Lucerna există un grup de 32 de marmite, cea mai mare având 8 metri diametru și 9 metri adâncime) și în Statele Unite ale Americii (Moss Island).